# Poids (théorie des représentations)
Pour les articles homonymes, voir Poids (homonymie).
Dans le domaine mathématique de la théorie des représentations, un poids d'une algèbre A sur un corps F est un morphisme d'algèbres de A vers F ou, de manière équivalente, une représentation de dimension un de A sur F. C'est l'analogue algébrique d'un caractère multiplicatif d'un groupe. L'importance du concept découle cependant de son application aux représentations des algèbres de Lie et donc aussi aux représentations des groupes algébriques et des groupes de Lie. Dans ce contexte, un poids d'une représentation est une généralisation de la notion de valeur propre, et l'espace propre correspondant est appelé un espace de poids.

## Motivation et concept général
Étant donné un ensemble S de matrices {\displaystyle n\times n} sur un même corps, dont chacune est diagonalisable et dont deux quelconques commutent, il est toujours possible de diagonaliser simultanément tous les éléments de S. De manière équivalente, pour tout ensemble S d'endomorphismes linéaires diagonalisables d'un espace vectoriel de dimension finie V qui commutent entre eux, il existe une base de V constituée de vecteurs propres communs à tous les éléments de S. Chacun de ces vecteurs propres v ∈ V définit une forme linéaire sur la sous-algèbre U de End(V) engendrée par l'ensemble des endomorphismes S ; cette forme linéaire est définie comme l'application qui à chaque élément de U associe sa valeur propre sur le vecteur propre v. Cette application est également multiplicative et envoie l'identité sur 1 ; c'est donc un morphisme d'algèbres de U vers le corps de base. Cette « valeur propre généralisée » est un prototype de la notion de poids.
La notion est étroitement liée à l'idée d'un caractère multiplicatif en théorie des groupes, qui est un homomorphisme χ d'un groupe G vers le groupe multiplicatif d'un corps F, c'est-à-dire χ : G → F× satisfaisant à χ(e) = 1 (où e est l'élément d'identité de G) et
{\displaystyle \chi (gh)=\chi (g)\chi (h)} pour tous g, h dans G.
En effet, si G agit sur un espace vectoriel V sur F, chaque espace propre commun à tous les éléments de G, s'il existe, détermine un caractère multiplicatif sur G : la valeur propre sur cet espace propre commun de chaque élément du groupe.
La notion de caractère multiplicatif peut être étendue à toute algèbre A sur F, en remplaçant χ : G → F× par une application linéaire χ : A → F avec :
{\displaystyle \chi (ab)=\chi (a)\chi (b)}
pour tous a, b dans A. Si une algèbre A agit sur un espace vectoriel V sur F, on définit pour tout espace propre simultané un morphisme d'algèbres de A vers F en associant à chaque élément de A sa valeur propre.
Si A est une algèbre de Lie (qui n'est pas une algèbre associative en général), alors au lieu d'exiger la multiplicativité d'un caractère, on exige qu'il fasse correspondre tout crochet de Lie au commutateur correspondant ; mais puisque le corps F est commutatif cela signifie simplement que cette application doit s'annuler sur les crochets de Lie : χ ([a,b])=0. Un poids sur une algèbre de Lie g sur un corps F est une application linéaire λ : g → F telle que λ([x, y])=0 pour tous x, y dans g. Tout poids sur une algèbre de Lie g s'annule sur l'algèbre dérivée [g, g] et descend donc en un poids sur l'algèbre de Lie abélienne g /[g, g]. Ainsi, les poids sont principalement intéressants pour les algèbres de Lie abéliennes, où ils se réduisent à la simple notion d'une valeur propre généralisée pour l'espace des transformations linéaires qui commutent.
Si G est un groupe de Lie ou un groupe algébrique, alors un caractère multiplicatif θ : G → F× induit un poids χ = dθ : g → F sur son algèbre de Lie par différenciation. (Pour les groupes de Lie, il s'agit de la différenciation en l'élément identité de G, et le cas du groupe algébrique est une version plus abstraite qui utilise la notion de dérivation.)

## Poids dans la théorie des représentations des algèbres de Lie semi-simples
Soit {\displaystyle {\mathfrak {g}}} une algèbre de Lie semi-simple complexe et {\displaystyle {\mathfrak {h}}} une sous-algèbre de Cartan de {\displaystyle {\mathfrak {g}}}. Dans ce paragraphe, on décrit les concepts nécessaires pour formuler le « théorème du plus haut poids » qui classe les représentations de dimension finie de {\displaystyle {\mathfrak {g}}}. On expliquera notamment la notion d'« élément entier dominant ». Les représentations elles-mêmes sont décrites dans l'article lié ci-dessus.

### Poids d'une représentation
Soit V une représentation d'une algèbre de Lie {\displaystyle {\mathfrak {g}}} sur C et soit λ une forme linéaire sur {\displaystyle {\mathfrak {h}}}. Alors l'espace de poids λ de V est le sous-espace {\displaystyle V_{\lambda }} défini par
{\displaystyle V_{\lambda }:=\{v\in V:\forall H\in {\mathfrak {h}},\quad H\cdot v=\lambda (H)v\}}.
Un poids de la représentation V est une forme linéaire λ dont l'espace de poids correspondant est non trivial. Les éléments non nuls de l'espace des poids sont appelés vecteurs de poids. Autrement dit, un vecteur de poids est un vecteur propre simultané pour l'action des éléments de {\displaystyle {\mathfrak {h}}}, avec les valeurs propres correspondantes données par λ.
Si V est la somme directe de ses espaces de poids
{\displaystyle V=\bigoplus _{\lambda \in {\mathfrak {h}}^{*}}V_{\lambda }}
alors on dit que c'est un module de poids. Cela signifie qu'il existe une base propre commune (une base de vecteurs propres simultanés) pour tous les éléments représentés de l'algèbre, c'est-à-dire que les éléments de {\displaystyle {\mathfrak {h}}} agissent sur V par des matrices simultanément diagonalisables (voir matrice diagonalisable).
Si G est un groupe (de Lie ou algébrique) d'algèbre de Lie {\displaystyle {\mathfrak {g}}}, toute représentation de dimension finie de G induit une représentation de {\displaystyle {\mathfrak {g}}}. Un poids de la représentation de G est alors simplement un poids de la représentation associée de {\displaystyle {\mathfrak {g}}}. Il existe une distinction subtile entre les poids des représentations d'un groupe et les représentations de son algèbre de Lie, à savoir qu'il existe une notion différente de condition d'intégralité dans les deux cas ; voir ci-dessous. (La condition d'intégralité est plus restrictive dans le cas du groupe, reflétant que toutes les représentations de l'algèbre de Lie ne proviennent pas d'une représentation du groupe. )

### Action des vecteurs radiciels
Si V est la représentation adjointe de {\displaystyle {\mathfrak {g}}}, les poids non nuls de V sont appelés racines, les espaces de poids sont appelés espaces radiciels et les vecteurs de poids sont appelés vecteurs radiciels. Explicitement, une forme linéaire {\displaystyle \alpha } sur {\displaystyle {\mathfrak {h}}} est appelée racine si {\displaystyle \alpha \neq 0} et s'il existe un élément non nul {\displaystyle X} dans {\displaystyle {\mathfrak {g}}} tel que
{\displaystyle [H,X]=\alpha (H)X}
pour tout {\displaystyle H} dans {\displaystyle {\mathfrak {h}}}. L'ensemble des racines forme un système de racines.
Du point de vue de la théorie des représentations, la signification des racines et des vecteurs radiciels est le résultat élémentaire mais important suivant : si V est une représentation de {\displaystyle {\mathfrak {g}}}, v est un vecteur de poids de poids {\displaystyle \lambda } et X est un vecteur racine avec racine {\displaystyle \alpha }, alors
{\displaystyle H\cdot (X\cdot v)={\bigl [}(\lambda +\alpha )(H){\bigr ]}(X\cdot v)}
pour tout H dans {\displaystyle {\mathfrak {h}}}. Autrement dit, {\displaystyle X\cdot v} est soit le vecteur zéro, soit un vecteur de poids {\displaystyle \lambda +\alpha }. Ainsi, l'action de {\displaystyle X} envoie l'espace de poids {\displaystyle \lambda } dans l'espace de poids {\displaystyle \lambda +\alpha }.

### Élément entier

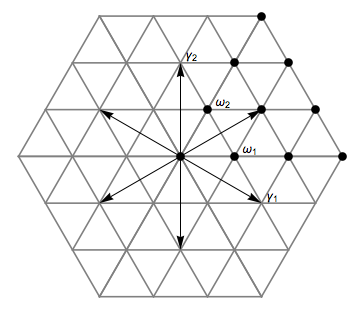
Éléments algébriquement entiers (réseau triangulaire), éléments entiers dominants (points noirs) et poids fondamentaux pour sl(3,C) (et)

Soit {\displaystyle {\mathfrak {h}}_{0}^{*}} le sous-espace réel de {\displaystyle {\mathfrak {h}}^{*}} engendré par les racines de {\displaystyle {\mathfrak {g}}}. Pour les calculs, il est commode de choisir un produit scalaire invariant par le groupe de Weyl, c'est-à-dire par les réflexions par rapport aux hyperplans orthogonaux aux racines. On peut alors utiliser ce produit interne pour identifier {\displaystyle {\mathfrak {h}}_{0}^{*}} avec un sous-espace {\displaystyle {\mathfrak {h}}_{0}} de {\displaystyle {\mathfrak {h}}}. Avec cette identification, la coracine associée à une racine {\displaystyle \alpha } est définie comme
{\displaystyle H_{\alpha }=2{\frac {\alpha }{\langle \alpha ,\alpha \rangle }}}.
On définit à présent deux notions différentes d'intégralité pour les éléments de {\displaystyle {\mathfrak {h}}_{0}}. La motivation de ces définitions est simple : les poids des représentations de dimension finie de {\displaystyle {\mathfrak {g}}} satisfont à la première condition d'intégralité (dite algébrique), tandis que si G est un groupe avec l'algèbre de Lie {\displaystyle {\mathfrak {g}}}, les poids des représentations de dimension finie de G satisfont à la deuxième condition d'intégralité (dite analytique).
Un élément {\displaystyle \lambda \in {\mathfrak {h}}_{0}} est algébriquement entier si
{\displaystyle \langle \lambda ,H_{\alpha }\rangle =2{\frac {\langle \lambda ,\alpha \rangle }{\langle \alpha ,\alpha \rangle }}\in \mathbf {Z} }
pour toutes les racines {\displaystyle \alpha }. La motivation de cette condition est que la coracine {\displaystyle H_{\alpha }} peut être identifiée avec l'élément H dans une base standard {\displaystyle (X,Y,H)} d'une sl(2, C)-sous-algèbre de {\displaystyle {\mathfrak {g}}}. D'après des résultats élémentaires pour sl(2, C), les valeurs propres de {\displaystyle H_{\alpha }} dans toute représentation de dimension finie est nécessairement un nombre entier. On en déduit que, comme indiqué ci-dessus, le poids de toute représentation de dimension finie de {\displaystyle {\mathfrak {g}}} est algébriquement entier.
Si l'on a choisi un ensemble de racines simples, on définit les poids fondamentaux {\displaystyle \omega _{1},\ldots ,\omega _{n}} par la propriété qu'ils forment une base de {\displaystyle {\mathfrak {h}}_{0}} duale de l'ensemble des coracines associées aux racines simples. Autrement dit, les poids fondamentaux sont définis par la condition
{\displaystyle 2{\frac {\langle \omega _{i},\alpha _{j}\rangle }{\langle \alpha _{j},\alpha _{j}\rangle }}=\delta _{i,j}}
où {\displaystyle \alpha _{1},\ldots ,\alpha _{n}} sont les racines simples. Un élément {\displaystyle \lambda } est alors algébriquement entier si et seulement si c'est une combinaison à coefficients entiers des poids fondamentaux. L'ensemble de tous les poids {\displaystyle {\mathfrak {g}}}-entiers forme un réseau dans {\displaystyle {\mathfrak {h}}_{0}} appelé le réseau des poids de {\displaystyle {\mathfrak {g}}} et noté {\displaystyle P({\mathfrak {g}})}.
La figure ci-dessus montre l'exemple de l'algèbre de Lie sl(3, C), dont le système de racines est de type {\displaystyle A_{2}}. Il y a deux racines simples, {\displaystyle \gamma _{1}} et {\displaystyle \gamma _{2}}. Le premier poids fondamental, {\displaystyle \omega _{1}}, est orthogonal à {\displaystyle \gamma _{2}} et se projette orthogonalement sur la moitié de {\displaystyle \gamma _{1}} et de même pour {\displaystyle \omega _{2}}. Le réseau des poids est alors le réseau triangulaire.
On suppose maintenant que l'algèbre de Lie {\displaystyle {\mathfrak {g}}} est l'algèbre de Lie d'un groupe de Lie G. Alors on dit que {\displaystyle \lambda \in {\mathfrak {h}}_{0}} est analytiquement entier (G-entier) si pour chaque t dans {\displaystyle {\mathfrak {h}}} tel que {\displaystyle \exp(t)=1\in G} on a {\displaystyle \langle \lambda ,t\rangle \in 2\pi i\mathbf {Z} }. La raison de poser cette définition est que si une représentation de {\displaystyle {\mathfrak {g}}} provient d'une représentation de G, alors les poids de la représentation sont G-entiers. Pour G semi-simple, l'ensemble de tous les poids G -entiers est un sous-réseau P(G) ⊂ P({\displaystyle {\mathfrak {g}}}). Si G est simplement connexe, alors P(G) = P({\displaystyle {\mathfrak {g}}}). Si G n'est pas simplement connexe, alors le réseau P(G) est strictement plus petit que P({\displaystyle {\mathfrak {g}}}) et leur quotient est isomorphe au groupe fondamental de G.

### Ordre partiel sur l'espace des poids

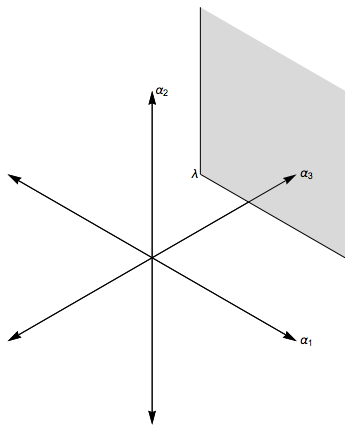
Si les racines positives sont,, et, la région grisée est l'ensemble des points supérieurs à

On introduit maintenant un ordre partiel sur l'ensemble des poids, qui servira à formuler le théorème du plus haut poids qui décrit les représentations de g. On rappelle que R est l'ensemble des racines ; on fixe maintenant un ensemble {\displaystyle R^{+}} de racines positives.
Soient deux éléments {\displaystyle \mu } et {\displaystyle \lambda } de {\displaystyle {\mathfrak {h}}_{0}} fixés. On s'intéresse principalement au cas où {\displaystyle \mu } et {\displaystyle \lambda } sont entiers mais cette hypothèse n'est pas nécessaire pour la définition que l'on va introduire. On dit alors que {\displaystyle \mu } est supérieur à {\displaystyle \lambda }, ce que l'on écrit {\displaystyle \mu \succeq \lambda }, si {\displaystyle \mu -\lambda } est exprimable comme une combinaison linéaire de racines positives avec des coefficients réels positifs ou nuls. En gros, « supérieur » signifie dans les directions des racines positives. On dit de façon équivalente que {\displaystyle \lambda } est inférieur à {\displaystyle \mu }, ce que l'on note {\displaystyle \lambda \preceq \mu }.
Ceci n'est qu'un ordre partiel ; il arrive très fréquemment que {\displaystyle \mu } ne soit ni supérieur ni inférieur à {\displaystyle \lambda }.

### Poids dominant
Un poids entier λ est dit dominant si {\displaystyle \langle \lambda ,\gamma \rangle \geq 0} pour chaque racine positive γ. De manière équivalente, λ est dominant s'il s'écrit comme combinaison des poids fondamentaux avec des coefficients entiers naturels. Dans le cas {\displaystyle A_{2}}, les éléments entiers dominants décrivent un secteur de 60 degrés. La notion d'être dominant n'est pas la même chose que d'être supérieur à zéro. On remarquera que la zone grisée sur l'image de droite est un secteur de 120 degrés, contenant strictement le secteur de 60 degrés correspondant aux éléments intégraux dominants.
L'ensemble de tous les λ (pas nécessairement entiers) tels que {\displaystyle \langle \lambda ,\gamma \rangle \geq 0} est appelée chambre de Weyl fondamentale associée à l'ensemble donné de racines positives.

### Théorème du plus haut poids
Un poids {\displaystyle \lambda } d'une représentation {\displaystyle V} de {\displaystyle {\mathfrak {g}}} est appelé un plus haut poids si tous les autres poids de {\displaystyle V} sont inférieurs à {\displaystyle \lambda }.
La classification des représentations irréductibles de dimension finie de {\displaystyle {\mathfrak {g}}} se formule au moyen d'un « théorème du plus haut poids ». Le théorème exprime que
(1) chaque représentation irréductible (de dimension finie) a un plus haut poids ;
(2) le plus haut poids est toujours un élément dominant, algébriquement entier ;
(3) deux représentations irréductibles qui ont le même plus haut poids sont isomorphes ;
(4) chaque poids dominant, algébriquement entier, est le plus haut poids d'une représentation irréductible.
Le dernier point est le plus difficile ; les représentations peuvent être construites à l'aide de modules de Verma.

### Module de plus haut poids
Une représentation (pas nécessairement de dimension finie) V de {\displaystyle {\mathfrak {g}}} est appelé module de plus haut poids si elle est engendrée par un vecteur de poids v ∈ V qui est annulé par l'action de tous les espaces de racines positives de {\displaystyle {\mathfrak {g}}}. Tout {\displaystyle {\mathfrak {g}}}-module irréductible admettant un plus haut poids est toujours un module de plus haut poids mais, dans le cas de dimension infinie, un module de plus haut poids n'est pas nécessairement irréductible. Pour chaque {\displaystyle \lambda \in {\mathfrak {h}}^{*}} – pas nécessairement dominant ni entier – il existe un unique (à isomorphisme près) {\displaystyle {\mathfrak {g}}}-module simple de plus haut poids λ, que l'on note L(λ). Ce module est de dimension infinie sauf si λ est entier dominant. On peut montrer que chaque module de plus haut poids λ est un quotient du module de Verma M(λ). Ceci n'est qu'une reformulation de la propriété universelle dans la définition d'un module Verma.
Tout module de plus haut poids de dimension finie est irréductible.